# Dolina Jagnięca (Tatry Wysokie)

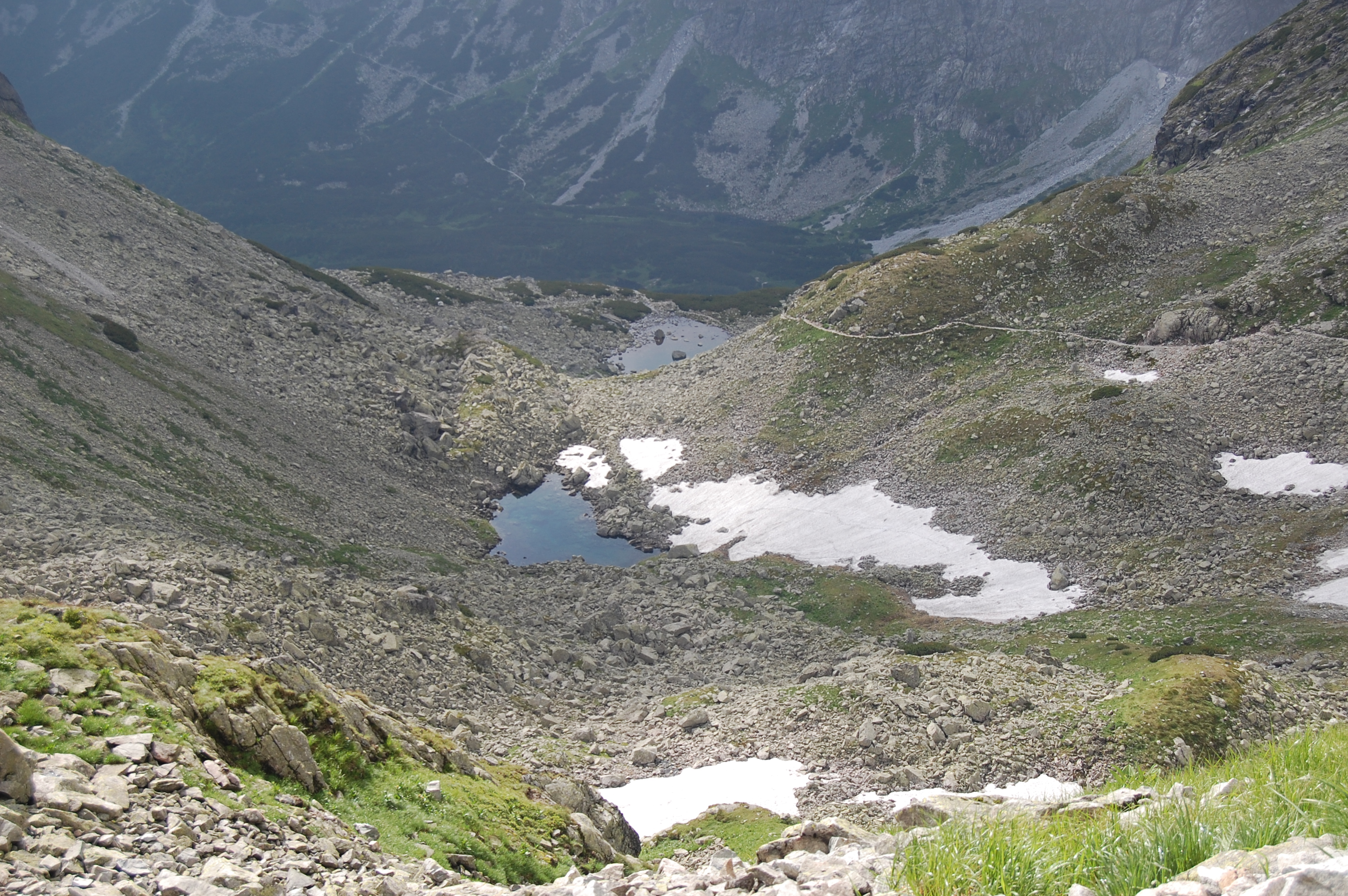
Dolina Jagnięca

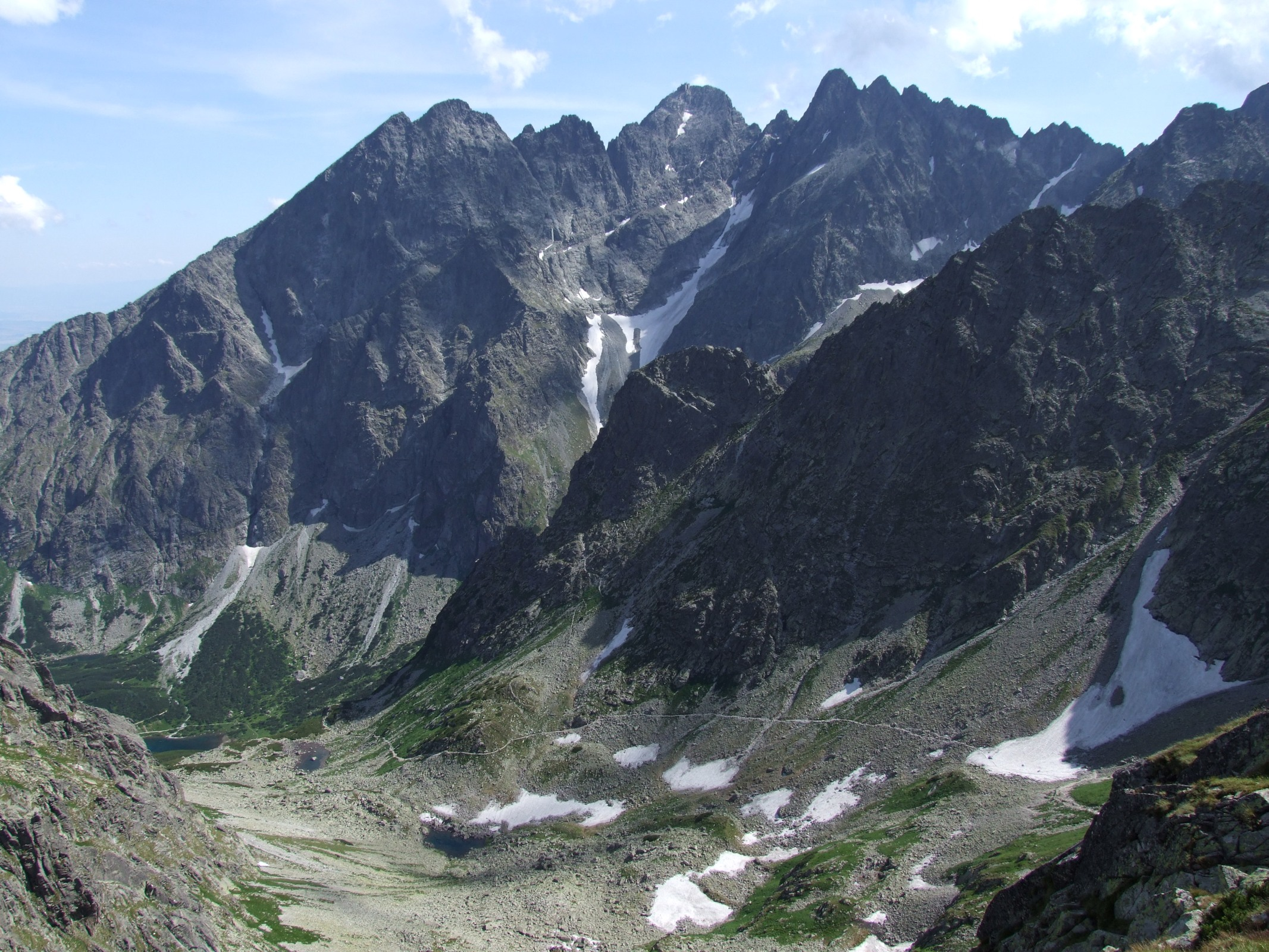
Dolina Jagnięca i szczyty w otoczeniu Zielonej Doliny Kieżmarskiej

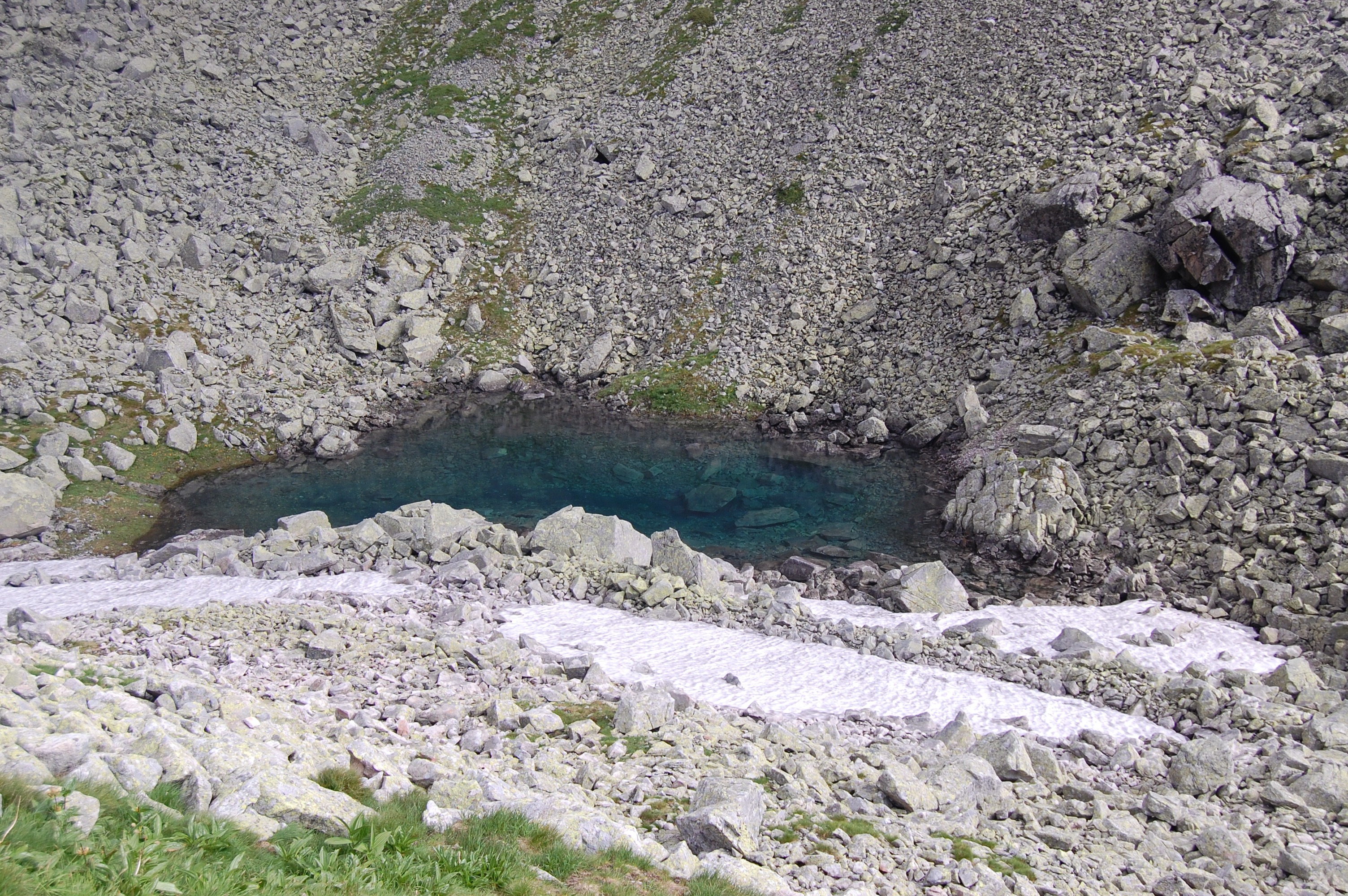
Modry Stawek

Dolina Jagnięca (słow. Červená dolina, niem. Rotseetal, węg. Vörös-tó-völgy) – mała, skalna dolinka położona na terenie Tatr Wysokich na Słowacji. Jest to boczna dolinka odchodząca od Doliny Zielonej Kieżmarskiej (dolina Zeleného plesa) w kierunku północnym, doliny oddziela wysoki, ponad dwustumetrowy rygiel skalny.

## Topografia
Dolina Jagnięca graniczy:
- od północnego wschodu z Doliną Białych Stawów (dolina Bielych plies), rozdziela ją Kozia Grań (Kozí hrebeň) z Kozią Turnią (Kozí štít)
- od północnego zachodu z Doliną Kołową (Kolová dolina), rozdziela je odcinek głównej grani tatrzańskiej od Jagnięcego Szczytu (Jahňací štít) do Czerwonej Turni (Belasá veža)
- od południowego zachodu z Doliną Jastrzębią (Malá Zmrzlá dolina), rozdziela je krótka Jastrzębia Grań (Karbunkulový hrebeň) odchodząca od Czerwonej Turni z kulminacją w Jastrzębiej Turni (Jastrabia veža).

W dolinie znajdują się trzy niewielkie stawy:
- Czerwony Staw Kieżmarski (Červené pleso) położony na wysokości 1811 m n.p.m., jego powierzchnia wynosi 0,2 ha, głębokość 1,2 m
- Modry Stawek (Belasé pleso) położony na wysokości 1865 m, posiada 0,01 ha powierzchni i ok. 3,5 m głębokości.
- Jagnięcy Stawek (Malé Červené pliesko) położony na wysokości 1920 m, dokładnie niepomierzony.

## Opis doliny
Dolinka ma długość około 1 km i powierzchnię 0,75 km². Jest typową doliną wiszącą polodowcowego pochodzenia. Składa się z dwóch położonych jeden nad drugim kotłów lodowcowych ze stawkami. Nie była wypasana, stale natomiast przebywają w niej kozice. Mieczysław Karłowicz, który w 1907 r. był świadkiem polowania na nie przez księcia Christiana Hohenlohego, pisał o tej dolinie: Dzika, kamienista, bezuroczna. Polska nazwa doliny pochodzi od Jagnięcego Szczytu, natomiast słowacka, niemiecka i węgierska – od Czerwonego Stawu Kieżmarskiego.
Pierwszymi osobami, o których wiadomo, że dotarli do Doliny Jagnięcej, byli Georg Buchholtz z uczniami i Jakob Buchholtz 8 lipca 1726 r. Zimą pierwsi w dolinie byli Imre Barcza, Oszkár Jordán i Tihamér Szaffka 10 kwietnia 1909 r.

## Szlaki turystyczne
– szlak turystyczny o umiarkowanej trudności (kilka miejsc eksponowanych – ubezpieczenia łańcuchami) ze Schroniska nad Zielonym Stawem Kieżmarskim na Jagnięcy Szczyt. Czas przejścia: 2:15 h, ↓ 1:35 h